# Pyxis

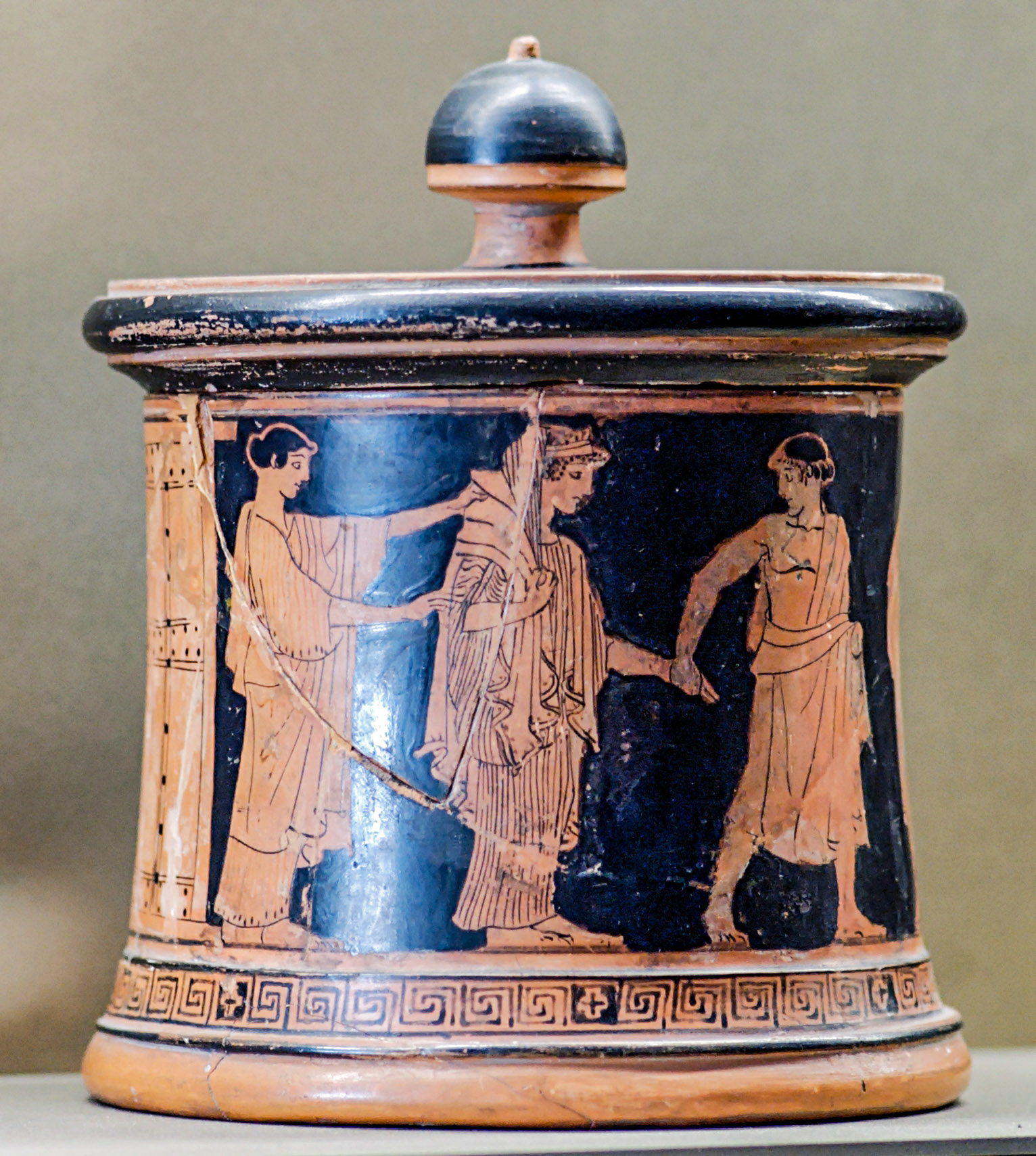
Attická červenofigurová pyxis s Péleem a Thetis - Athény, 470 - 460 př. n. l.

Pyxis (řecky πυξίς, plurál: pyxidy) je většinou okrouhlá starověká řecká schránka na kosmetické nebo toaletní potřeby. Zpočátku bývala vybavena víčkem. V keramickém provedení se tento tvar objevuje již v době bronzové, největší popularity však dosáhl v attické keramice od poloviny 5. století př. n. l. Vedle keramických byly vyráběny také kamenné nebo slonovinové pyxidy.